# عشق برای همه است
 «عشق برای همه است» (به آلمانی: Liebe ist für alle da) آلبومی از رامشتاین، گروه موسیقی نویه دویچه هرته آلمانی است که سال ۲۰۰۹ میلادی منتشر شد. تا فوریه ۲۰۱۰، ۶۷۹٬۵۰۰ نسخه از آلبوم فروش رفت.